# Kréta (kőzet)

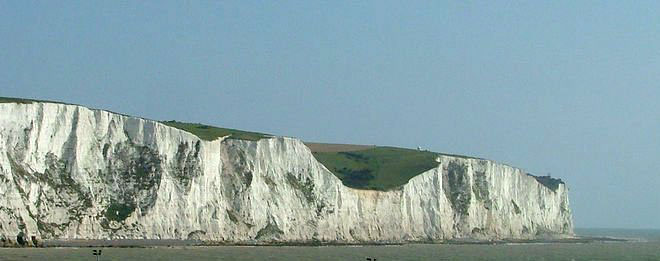
A doveri fehér sziklák, a kréta jellegzetes előfordulása

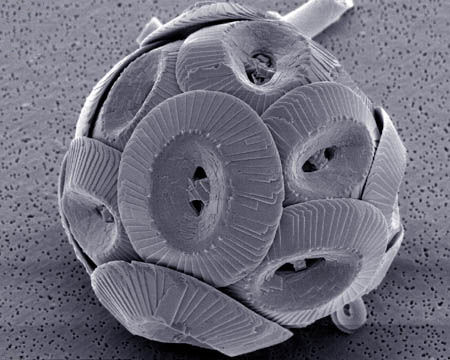
Coccolithus pelagicus, egy kőzetalkotó mennyiségű mészvázú egysejtű csoport képviselője

A kréta a geológiában nem önálló kőzetnév, hanem bizonyos mészkövek gyűjtőkategóriája. Nevét egyik előfordulási helye, Kréta alapján kapta, de legismertebb megjelenése a doveri fehér sziklák. Később erről a kőzetről nevezték el a kréta időszakot, amikor európai előfordulásuk legtöbbje képződött.

## Jellemzői
A kréta világos, sokszor hófehér mészkőféle. Szinte teljes egészében biogén eredetű, mészvázú egysejtűek leülepedett házai, kagylóhéj töredékek, mohaállatok és tüskésbőrűek vázrészei alkotják a mésziszapot, amelyből a diagenezis során létrejött. Az egysejtűek is többfélék lehetnek, leggyakoribb a coccolithophorida család. Más krétafélék likacsosházúak vázaiból állnak. Ezek a planktonikus tengeri egysejtűek bizonyos számukra kedvező körülmények mellett nagy mértékben (kőzetalkotó mennyiségben) képesek elszaporodni, elpusztult egyedeik házai a tengerfenéken felhalmozódnak, majd kőzetté válnak. Diagenezise során kis mértékben tömörödött, ezért szerkezete porózus maradt, könnyen porlik. Bármilyen felületen nyomot hagy, ezért használható írókrétának is.